# Енглеско-велшки куп
Енглеско-велшки куп (енгл. Anglo-Welsh Cup) је клупско рагби 15 такмичење, у коме учествују 12 енглеских премијерлигаша и 4 велшка клуба, која играју у такмичењу Про 14.

## Историја
Енглези су измислили рагби још у првој половини деветнаестог столећа и тамо је рагби други спорт иза фудбала. У Велсу је рагби национални спорт. Од 1971. године до 2005. године ово је био искључиво енглески куп, а онда су се придружили клубови из Велса. Кроз историју, ово такмичење је мењало називе у зависности од тога ко је био спонзор. Турнир служи, да би се млади и неискусни играчи калили. Пехар је рекордних 10 пута завршио у рукама рагбиста Бата. 
Називи такмичења су се мењали кроз историју
- Џон Плејер Куп
- Пилкингтон Куп
- Тетли Битер Куп
- Пауверген Куп
- ЕДФ енерџи Куп
- ЛВ Куп

Листа освајача
- 1972. Глостер
- 1973. Ковентри
- 1974. Ковентри
- 1975. Бедфорд
- 1976. Госфорт
- 1977. Госфорт
- 1978. Глостер
- 1979. Лестер
- 1980. Лестер
- 1981. Лестер
- 1982. Глостер
- 1983. Бристол
- 1984. Бат
- 1985. Бат
- 1986. Бат
- 1987. Бат
- 1988. Харлеквинси
- 1989. Бат
- 1990. Бат
- 1991. Харлеквинси
- 1992. Бат
- 1993. Лестер
- 1994. Бат
- 1995. Бат
- 1996. Бат
- 1997. Лестер
- 1998. Сараценси
- 1999. Воспси
- 2000. Воспси
- 2001. Њукасл
- 2002. Лондон ајриш
- 2003. Глостер
- 2004. Њукасл
- 2005. Лидс
- 2006. Воспси
- 2007. Лестер
- 2008. Оспрејси
- 2009. Кардиф
- 2010. Нортхемптон
- 2011. Глостер
- 2012. Лестер
- 2013. Харлеквинси
- 2014. Ексетер
- 2015. Сараценси
- 2016. Није се играло због мондијала
- 2017. Лестер

| Клуб         | Победник Купа | Године                                                      |
| ------------ | ------------- | ----------------------------------------------------------- |
| Бат          | 10            | 1984. 1985. 1986. 1987. 1989. 1990. 1992. 1994. 1995. 1996. |
| Лестер       | 8             | 1979. 1980. 1981. 1993. 1997. 2007. 2012. 2017.             |
| Глостер      | 5             | 1972. 1978. 1982. 2003. 2011.                               |
| Њукасл       | 4             | 1976. 1977. 2001. 2004.                                     |
| Харлеквинси  | 3             | 1988. 1991. 2003.                                           |
| Воспси       | 3             | 1999. 2000. 2006.                                           |
| Ковентри     | 2             | 1973. 1974.                                                 |
| Сараценси    | 2             | 1998. 2015.                                                 |
| Бедфорд      | 1             | 1975.                                                       |
| Мосли        | 1             | 1982.                                                       |
| Бристол      | 1             | 1983.                                                       |
| Лондон ајриш | 1             | 2002.                                                       |
| Лидс         | 1             | 2005.                                                       |
| Оспрејси     | 1             | 2008.                                                       |
| Кардиф       | 1             | 2009.                                                       |
| Нортхемптон  | 1             | 2010.                                                       |
| Ексетер      | 1             | 2014.                                                       |

## О Купу
У првој фази такмичења игра се групна фаза. 16 рагби клубова су подељени у 4 групе. Првопласирани из групе иде у полуфинале. 
Сезона 2017-2018
У сезони 2017-2018 учествоваће следећих 16 клубова:
- Дрегонси
- Кардиф
- Оспрејси
- Скарлетси
- Глостер
- Воспс
- Лестер
- Ексетер
- Бат
- Харлеквинси
- Сејл
- Вустер
- Сараценси
- Лондон ајриш
- Њукасл
- Нортхемптон